# Via Veneto
Via Veneto, celým názvem Via Vittorio Veneto, je ulice v centru Říma. Prochází čtvrtí Ludovisi a spojuje náměstí Piazza Barberini s třídou Corso d'Italia. Je dlouhá 750 metrů a lemována stromy, nachází se na ní množství luxusních obchodů a restaurací. Je pojmenována na paměť italského vítězství v bitvě u Vittoria Veneta.
Oblast byla již ve starém Římě známa díky patricijským rezidencím, později zde také sídlil kardinál Ludovico Ludovisi. Ulice byla založena roku 1894 jako symbol růstu a bohatství Říma po sjednocení Itálie a stala se populárním centrem nočního života prominentů. V roce 1918 zde byl otevřen Harry's Bar, který získal značnou proslulost po druhé světové válce, kdy se v ateliérech Cinecittà natáčely světové velkofilmy. Podniky na Via Veneto tehdy navštěvovali Audrey Hepburnová, Elizabeth Taylorová, Anita Ekbergová, Jean-Paul Belmondo, Frank Sinatra a další celebrity. Atmosféru tohoto období zachytil ve filmu Sladký život Federico Fellini, jemuž byla v ulici odhalena pamětní deska.
V ústí ulice do Piazza Barberini se nachází Včelí fontána, kterou vytvořil Gian Lorenzo Bernini. Na opačném konci je brána Porta Pinciana, součást Aurelianovy hradby. Na Via Veneto se nacházejí interhotely Excelsior, Majestic a Flora. V budově Palazzo Piacentini sídlí italské ministerstvo obchodu. Palazzo Margherita je sídlem amerického velvyslanectví v Itálii. Ze 17. století pochází chrám Chiesa di Santa Maria Immacolata a via Veneto s kapucínskou kryptou.
Pod názvem Via Veneto vyšel český překlad románu Antonia Altomonteho Il fratello orientale.